# Bolitoglossa alvaradoi
Bolitoglossa alvaradoi es una especie de salamandras en la familia Plethodontidae.
Es endémica de la vertiente caribeña de Costa Rica.
Su hábitat natural son bosques húmedos tropicales o subtropicales a baja altitud. Es arbórea y nocturna.
Está amenazada de extinción debido a la destrucción de su hábitat.